# 小行星3858
小行星3858（3858 Dorchester）是一颗绕太阳运转的小行星，为火星轨道穿越小行星。该小行星于1986年10月3日发现。

## 轨道参数
小行星3858的轨道半长轴为2.1896312 UA，离心率为0.243。